# Illigera thorelii
Illigera thorelii är en tvåhjärtbladig växtart som beskrevs av François Gagnepain. Illigera thorelii ingår i släktet Illigera och familjen Hernandiaceae. Inga underarter finns listade i Catalogue of Life.